# Villaeles de Valdavia
Villaeles de Valdavia település Spanyolországban, Palencia tartományban. Villaeles de Valdavia Villabasta de Valdavia, Buenavista de Valdavia, Revilla de Collazos, Collazos de Boedo, Villameriel és Villasila de Valdavia községekkel határos. Lakosainak száma 48 fő (2024).

## Népesség
A település népessége az elmúlt években az alábbi módon változott:
| Lakosok száma | 84   | 74   | 75   | 71   | 67   | 64   | 52   | 49   | 51   | 48   |
|               | 2001 | 2004 | 2007 | 2009 | 2012 | 2014 | 2017 | 2019 | 2022 | 2024 |